# Cantó de Tournon-Saint-Martin
El cantó de Tournon-Saint-Martin és un cantó francès del departament de l'Indre, situat al districte de Le Blanc. Té 10 municipis i el cap és Tournon-Saint-Martin.

## Municipis
- Fontgombault
- Lingé
- Lurais
- Lureuil
- Martizay
- Mérigny
- Néons-sur-Creuse
- Preuilly-la-Ville
- Sauzelles
- Tournon-Saint-Martin

## Història
| Data d'elecció                           | Identitat        | Partit        | Qualitat |
| ---------------------------------------- | ---------------- | ------------- | -------- |
| 1949-196.                                | M. Genesteix     | RGR           |          |
| 196.-1974                                | Lucien Rivet     | radical       |          |
| 1974-1985                                | Jean-Paul Mourot | RPR           |          |
| 1985-2004                                | René Chabot      | RPR           |          |
| 2004-2011                                | Dominique Hervo  | PS            |          |
| 2011-                                    | Gérard Blondeau  | Divers droite |          |
| les dades anteriors no són pas conegudes |                  |               |          |
|                                          |                  |               |          |

## Demografia
| A partir de 1990: Població sense dobles comptes |